# ФК Раднички Нови Београд
ФК Раднички Нови Београд је српски фудбалски клуб из Новог Београда, Београд. Тренутно се такмичи у Српској лиги Београд, трећем такмичарском нивоу српског фудбала. Клуб је део Спортског друштва Раднички.

## Историја
Клуб је основан 20. априла 1920. године, као секција Спортског друштва Раднички, основаног од младих радника (претежно грађевинара) и Независних синдиката. Пре је био познат као Раднички Нови Београд, све док му спонзор није постао нафтна компанија Југопетрол. Играо је у Првој савезној лиги Југославије девет сезона и то од сезоне 1953/54. до 1960/61, a последњи пут у сезони 1965/66. Највећи успех у својој историји клуб је остварио освајањем трећег места у Првој лиги Југославије у сезонама 1955/56. и 1957/58, четвртог места у сезони 1958/59, као и учешћем у финалу Купа Маршала Тита против београдског Партизана у сезони 1956/57. То финале је остало у сећању љубитеља фудбала по преокрету у резултату. Наиме, Раднички је, после вођства од 3 : 0 у првом полувремену, изгубио утакмицу са 3 : 5.
Након распада СФР Југославије, од сезоне 1992/93. до 1995/96. играо је у Првој лиги СР Југославије и 2004/05. у Првој лиги Србије и Црне Горе. После те сезоне испали су у трећу лигу због финансијских проблема, где су играли до сезоне 2008/09, када је клуб у Српској лиги Београд заузео последње 16. место и испао у нижи ранг, Београдску зону.

## Успеси
- Првенство СФР Југославије
  - Треће место (2): 1955/56, 1957/58.
  - Четврто место (1): 1958/59.
- Куп СФР Југославије (Куп Маршала Тита у фудбалу)
  - Финалиста (1): 1956/57. - против београдског Партизана, резултат 3:5 (3:0)

## Табела резултата у СРЈ/СЦГ
| Сезона   | Лига        | Позиција | ИГ | Д  | Н  | И  | ГД | ГП | Бод. | Куп Србије         | Напомене    |
| -------- | ----------- | -------- | -- | -- | -- | -- | -- | -- | ---- | ------------------ | ----------- |
| 1992/93. | 1           | 15       | 36 | 11 | 7  | 18 | 45 | 62 | 29   | осмина финала      |             |
| 1993/94. | 1Б јесен    | 3 (13)   | 18 | 7  | 6  | 5  | 32 | 24 | 20   | ?                  | Улази у 1A  |
| 1993/94. | 1А пролеће  | 8        | 18 | 5  | 5  | 8  | 15 | 28 | 19   | ?                  | испада у 1B |
| 1994/95. | 1Б јесен    | 3 (13)   | 18 | 11 | 2  | 5  | 24 | 16 | 24   | ?                  | улази у 1A  |
| 1994/95. | 1A пролеће  | 10       | 18 | 3  | 3  | 12 | 20 | 39 | 15   | ?                  | испада у 1B |
| 1995/96. | 1Б јесен    | 6 (16)   | 18 | 6  | 4  | 8  | 29 | 32 | 22   | ?                  |             |
| 1995/96. | 1Б пролеће  | 10 (20)  | 18 | 2  | 4  | 12 | 13 | 32 | 17   | ?                  | испада у 2  |
| 1996/97. | 2           | ?        | ?  | ?  | ?  | ?  | ?  | ?  | ?    | ?                  |             |
| 1997/98. | ?           | ?        | ?  | ?  | ?  | ?  | ?  | ?  | ?    | ?                  |             |
| 1998/99. | 2 - Исток   | 11       | 21 | 8  | 2  | 11 | 34 | 34 | 26   | шеснаестина финала | 1           |
| 1999/00. | 2 - север   | 3        | 34 | 19 | 4  | 11 | 64 | 45 | 61   | шеснаестина финала |             |
| 2000/01. | 2 - север   | 3        | 34 | 19 | 7  | 8  | 58 | 25 | 64   | шеснаестина финала |             |
| 2001/02. | 2 - север   | 6        | 34 | 14 | 15 | 5  | 47 | 29 | 57   | шеснаестина финала |             |
| 2002/03. | 2 - север   | 3        | 33 | 18 | 7  | 8  | 63 | 38 | 61   | осмина финала      |             |
| 2003/04. | 2 - север   | 1        | 36 | 27 | 5  | 4  | 77 | 25 | 86   | осмина финала      | промовисан  |
| 2004/05. | 1           | 12       | 30 | 10 | 5  | 15 | 33 | 38 | 35   | шеснаестина финала | 2           |
| 2005/06. | 3 - Београд | 15       | 38 | 13 | 7  | 18 | 52 | 60 | 46   | шеснаестина финала |             |
1 Првенство прекинуто због НАТО бомбардовања 1999. године
2 опстао у лиги али ју је напустио због финансијских проблема и отишао тако у трећу лигу

## Новији резултати
| Сезона   | Ранг | Лига                 | Позиција | ИГ  | Д  | Н  | П  | ГД | ГП | ГР  | Бод     | Куп                  |
| -------- | ---- | -------------------- | -------- | --- | -- | -- | -- | -- | -- | --- | ------- | -------------------- |
| 2006/07. | 3    | Српска лига Београд  | 8.       | 34  | 13 | 10 | 11 | 40 | 37 | +3  | 49      | Није се квалификовао |
| 2007/08. | 3    | Српска лига Београд  | 8.       | 30  | 12 | 6  | 12 | 38 | 37 | +1  | 42      | Није се квалификовао |
| 2008/09. | 3    | Српска лига Београд  | 16.      | 30  | 4  | 7  | 19 | 22 | 43 | -21 | 19      | Није се квалификовао |
| 2009/10. | 4    | Београдска зона      | 10.      | 34  | 12 | 6  | 16 | 42 | 44 | -2  | 42      | Није се квалификовао |
| 2010/11. | 4    | Београдска зона      | 18.      | 34  | 5  | 11 | 18 | 28 | 51 | -23 | 26      | Није се квалификовао |
| 2011/12. | 5    | Прва београдска лига | 3.       | 30  | 10 | 6  | 14 | 27 | 39 | -12 | 36      | Није се квалификовао |
| 2012/13. | 4    | Београдска зона      | 10.      | 32  | 10 | 12 | 10 | 38 | 32 | +6  | 42      | Није се квалификовао |
| 2013/14. | 4    | Београдска зона      | 6.       | 30  | 13 | 6  | 11 | 39 | 48 | -9  | 45      | Није се квалификовао |
| 2014/15. | 4    | Београдска зона      | 11.      | 28  | 8  | 9  | 11 | 31 | 34 | -3  | 33      | Није се квалификовао |
| 2015/16. | 3    | Српска лига Београд  | 5.       | 30  | 14 | 7  | 9  | 40 | 29 | +11 | 49      | Није се квалификовао |
| 2016/17. | 3    | Српска лига Београд  | 9.       | 30  | 13 | 5  | 12 | 35 | 36 | -1  | 44      | Није се квалификовао |
| 2017/18. | 3    | Српска лига Београд  | 6.       | 30  | 12 | 10 | 8  | 24 | 23 | +1  | 46      | Шеснаестина финала   |
| 2018/19. | 3    | Српска лига Београд  | 4.       | 30  | 13 | 8  | 9  | 44 | 30 | +14 | 47      | Није се квалификовао |
| 2019/20. | 3    | Српска лига Београд  | 5.       | 171 | 6  | 6  | 5  | 19 | 17 | +2  | 24      | Није се квалификовао |
| 2020/21. | 3    | Српска лига Београд  | 10.      | 38  | 15 | 13 | 10 | 59 | 40 | +19 | 58      | Није се квалификовао |
| 2021/22. | 3    | Српска лига Београд  | 1.       | 30  | 21 | 5  | 4  | 53 | 21 | +32 | 68      | Осмина финала        |
| 2022/23. | 2    | Прва лига Србије     | 8.       | 37  | 13 | 6  | 18 | 32 | 50 | -18 | 45      | Осмина финала        |
| 2023/24. | 2    | Прва лига Србије     | 16.      | 37  | 6  | 8  | 23 | 32 | 68 | -36 | 20 (-6) | Шеснаестина финала   |
| 2024/25. | 3    | Српска лига Београд  | 11.      | 26  | 6  | 4  | 16 | 22 | 46 | -24 | 22      | Претколо             |
| 2025/26. | 3    | Српска лига Београд  | —        | —   | —  | —  | —  | —  | —  | —   | —       | —                    |

## Познати бивши играчи
| - Павле Нинков - Филип Стојчић - Јован Бановић - Иван Чабриновић - Ђура Чокић - Марко Девић - Милорад Дискић - Милан Доведан - Драган Ђукић - Драгољуб Голубовић - Ђорђе Кораћ - Саша Ковачевић - Александар Љубеновић - Златан Љујић - Борислав Мајкић - Тихомир Марковић - Ненад Мишковић - Милан Обрадовић - Владимир Одановић - Љубомир Огњановић - Милан Љубеновић | - Радивој Огњановић - Александар Петаковић - Драган Попадић - Зоран Прљинчевић - Саша Радивојевић - Бранко Радовановић - Радмило Ристић - Немања Росић - Милорад Самарџић - Мирослав Савић - Александар Симић - Иван Соле - Бојан Степановић - Иван Томић - Драган Вукмир - Бранислав Јовановић - Благоје Видинић - Лука Ћосић - Мирко Лазић - Горан Јанковић - Дарко Бусер - Милош Петровић - Зденко Муф - Зоран Хајдић |